# 토마스 픽턴
중장 토마스 픽턴 경(1758년 8월 24일 - 1815년 6월 18일)은 영국 육군 준장 계급이었던 영국 육군의 웨일스인 장교로, 나폴레옹 전쟁 당시 영국 육군이 참전한 수많은 전역에서 싸웠다. 역사학자 알레산드로 바베로에 따르면, 픽턴은 "그의 용기 덕분에 존경받았고, 그의 화가 많은 성격에 의해 두려움의 대상"이었다. 아서 웰즐리는 그를 "악취가 나는 악마"로 묘사했지만, 그의 유능함을 알아보았다.
픽턴은 트리니다드 섬의 총독으로 지내는 동안 그의 잔인성으로 인해 대중의 이목을 집중시켰고, 여자를 불법적으로 고문한 것으로 인해 잉글랜드로 오게되었다. 그는 유죄임을 선고받았지만, 이후 이 선고는 뒤집어졌다. 그는 웰링턴 휘하에서 1807년부터 1814년까지 반도 전쟁에 참전한 것으로 유명하며, 이 전재에서 그는 훌륭한 용기와 끈기를 모두 보여줬다. 그는 워털루 전투에서 장바티스트 드루에의 기병대를 막다가 1815년 전사했다. 그는 워털루에서 전사한 인물 중 가장 고위장교에 속했다. 그는 사후 의원으로 임명되었다.